# سد موروکا
سد موروکا (به لاتین: Morávka Dam) یک سد در جمهوری چک است که در موراوکا (ناحیه فریدک-میستک) واقع شده‌است.